# Geografie van Turkmenistan

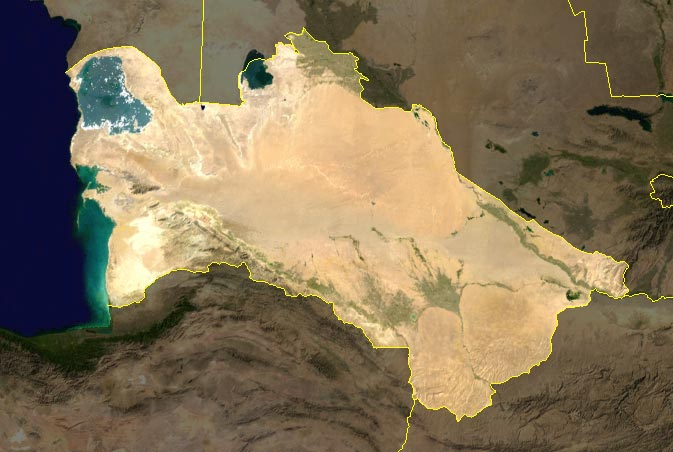
Satellietfoto

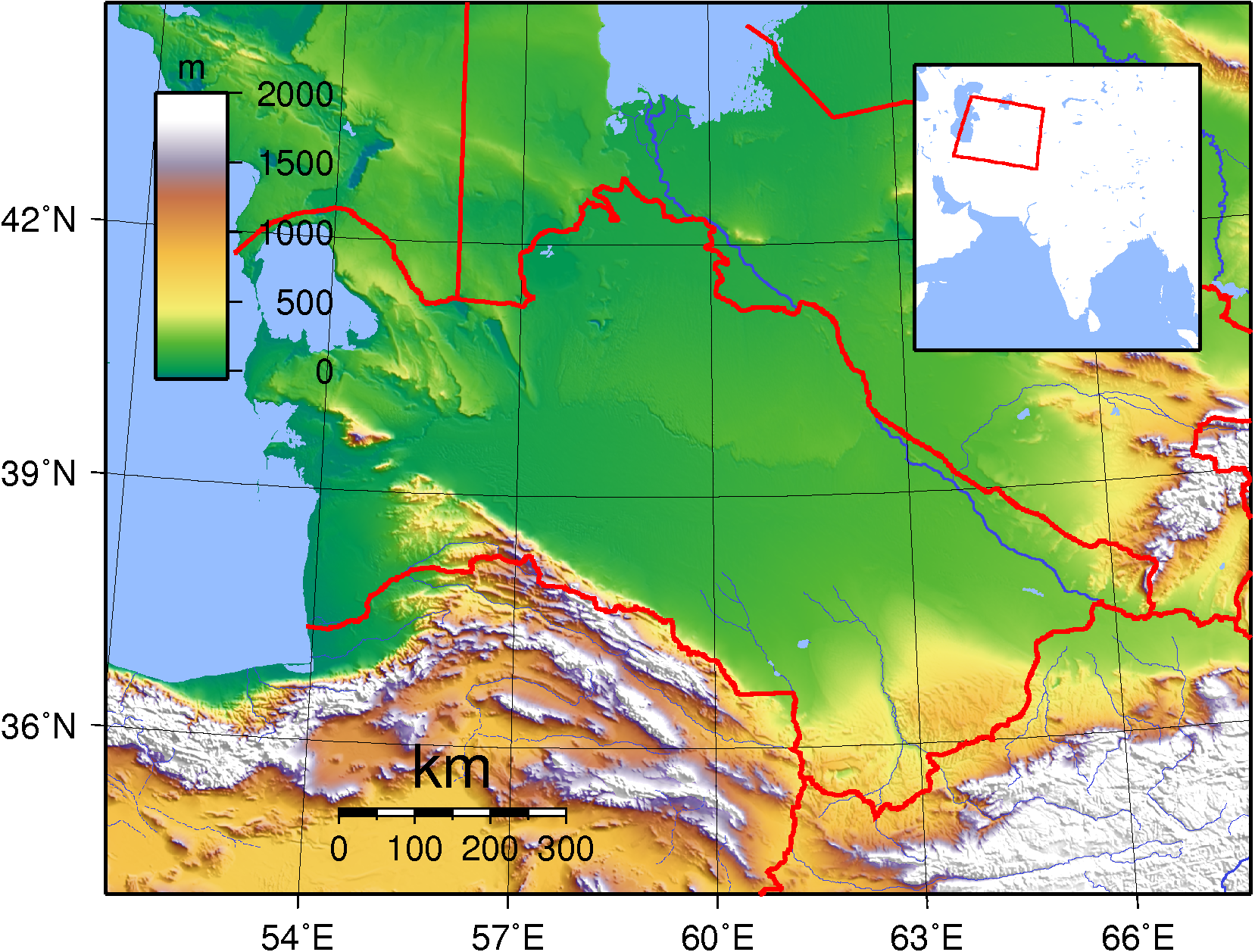
Hoogtekaart

Turkmenistan is een volledig ingesloten land in Centraal-Azië, grenzend aan de Kaspische Zee. Het is het meest zuidelijke van het Gemenebest van Onafhankelijke Staten (GOS). De oppervlakte van Turkmenistan is 488.100 km², dit maakt van Turkmenistan het 4de grootste land van de voormalige Sovjet-Unie. De grootste oost-west lengte is 1100 km de grootste noord-zuid afstand is 650 km.
Turkmenistan grenst aan (kloksgewijs gerekend vanaf het noordwesten):
- Kazachstan - 379 km
- Oezbekistan - 1621 km
- Afghanistan - 744 km
- Iran - 992 km
- Kaspische Zee - 1786 km

## Reliëf en landschap
De hoogte van Turkmenistan is gemiddeld 100 tot 200 meter met in het oosten enkele toppen boven de 3000 meter met als hoogste punt de Aýrybaba (3138 m). Het laagste punt is Akjagaýa, 81 m onder zeeniveau in het noordoosten. Het waterniveau in Turkmenistan is erg veranderlijk met als laagste punt soms tot -110 m. Momenteel ligt het op -60 m, 20 meter boven Vpadina Akchanaya.
In het zuiden ligt 600 km van het noordelijke deel van het Kopetdag-gebergte. Dit gebergte wordt gekarakteriseerd door heuvels, droge en zanderige hellingen, bergplateaus en steile ravijnen. De Kopetdag ligt in een tektonisch actief gebied, wat regelmatig aardbevingen veroorzaakt zoals de aardbeving die in 1948 Asjchabad vernielde. Een bepalende factor in het landschap is de woestijn, de Karakum die ongeveer 350.000 km² van het landschap bezet.

## Klimaat
Turkmenistan heeft een subtropisch continentaal klimaat, de zomers zijn lang, warm en droog terwijl winters matig en droog zijn, behalve in het noorden waar het af en toe regent. De meeste neerslag valt tussen januari en mei, de gemiddelde hoeveelheid neerslag varieert van 300 mm/jaar in de Kopetdag tot 80 mm in het noordoosten en in de hoofdstad Ashgabat, dicht bij de Iraanse grens 225 mm.